# Billy Johnson
William Ryan "Billy" Johnson (Torrance, Californië, 10 oktober 1986) is een Amerikaans autocoureur.

## Carrière
Johnson begon zijn autosportcarrière op dertienjarige leeftijd in het karting. In 2003 kreeg hij een beurs om deel te nemen aan de Skip Barber Racing School. In 2004 kwam hij uit in de Amerikaanse Formule BMW voor het Team PTG Motorsport. Met een vierde plaats op het Circuit Gilles Villeneuve als beste resultaat werd hij vijfde in de eindstand met 88 punten. Vanwege zijn prestaties ontving hij de Sportsman of the Year-award. In 2005 werd hij op Road Atlanta tiende in zijn enige Formule Mazda-race.
In 2005 stapte Johnson over naar de sportwagens, waar hij samen met James Hinchcliffe voor het team Speed Source uitkwam in de ST-klasse van de Grand-Am Cup. In zeven races eindigde hij iedere keer in de top 10. Ook maakte hij zijn debuut in de GT-racerij in de Rolex Sports Car Series, waarin hij op de Virginia International Raceway voor het Team Prototype Technology Group in een BMW M3 reed. In 2006 reed hij in een race van de SPEED World Challenge voor Tindol Motorsports. Ook kwam hij uit in de ST-klasse van de Grand-Am Cup ST voor de teams Kensai Racing, Potter Racing en ROAR Racing.
In 2007 reed Johnson zijn eerste volledige seizoen in de sportwagens. Hij eindigde dat jaar voor Kensai Racing als tweede in het ST Championship met twee overwinningen. Tevens reed hij voor Jim Click Racing in de GS-klasse van de KONI Challenge Series, waarin hij als beste Mustang-coureur zesde werd. In 2008 behaalde hij vier podiumplaatsen en werd hij zevende in de klasse voor het team Motorsport Technology Group. In 2009 begon hij het seizoen voor hetzelfde team en behaalde hij een overwinning op de Homestead-Miami Speedway. Motorsport Technology ging halverwege het seizoen failliet, waardoor Johnson overstapte naar Roush Fenway Racing.

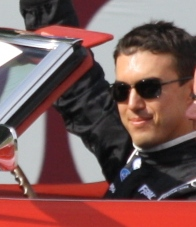
Billy Johnson op Road America in 2011.

In 2010 won Johnson de race op Homestead in de GS-klasse van de IMSA Continental Challenge en werd derde in de eindstand. Ook maakte hij dat jaar zijn NASCAR-debuut in de NASCAR Nationwide Series in de race op Watkins Glen International, maar hij kwam hierin niet aan de finish. In 2011 werd hij tweede in de GS-klasse van de IMSA Continental Challenge met drie zeges op Virginia, Watkins Glen en het New Jersey Motorsports Park. Tevens nam hij deel aan de Rolex Sports Car Series voor Turner Motorsport. Daarnaast kwam hij uit in de Nationwide Series-race op Road America, maar haalde hij ook hier de finish niet.
In 2012 maakte Johnson tijdens de 24 uur van Daytona zijn debuut in de prototype-klasse van de Rolex Sports Car Series bij het team Doran Racing als vervanger van een andere coureur die kort voor de race ziek werd. Vervolgens keerde hij terug naar de GT-klasse van het kampioenschap bij Roush Racing, waar hij op de Daytona International Speedway, de Mid-Ohio Sports Car Course en de Indianapolis Motor Speedway zegevierde. In de Nationwide Series werd hij achtste in zijn enige race van het jaar op het Circuit Gilles Villeneuve.

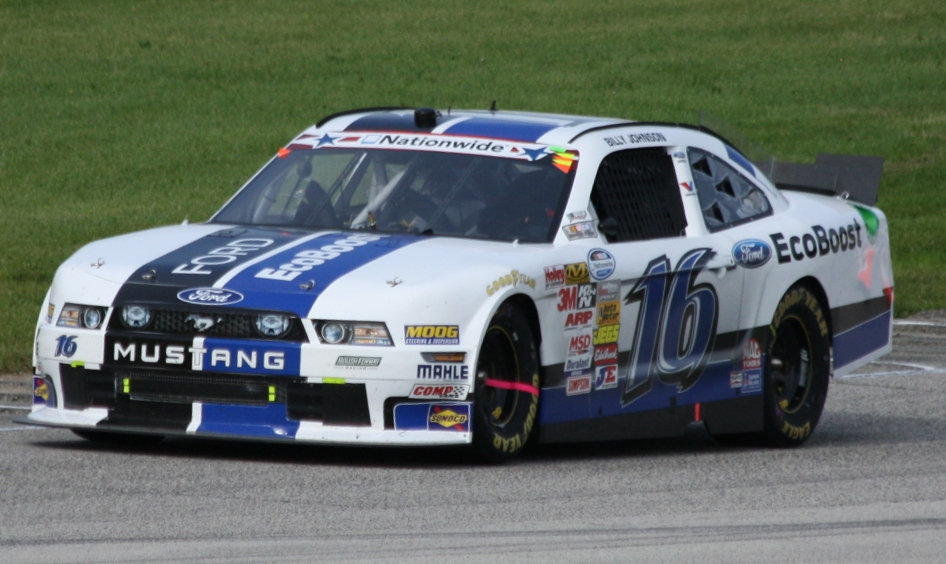
Billy Johnson op Road America in 2013.

In 2013 debuteerde Johnson in de American Le Mans Series tijdens de 12 uur van Sebring, waarin hij voor Aston Martin Racing negende in de GT-klasse werd. Vervolgens keerde hij terug naar de IMSA Continental Challenge waarin hij in de GS-klasse races won op Daytona en Lime Rock Park. In de Nationwide Series lag hij op Road America korte tijd aan de leiding, maar vanwege een ongeluk werd hij slechts vijftiende. Later dat jaar startte hij voor het eerst een ovalrace op de New Hampshire Motor Speedway, waarin hij eveneens vijftiende werd.
In 2014 stapte Johnson binnen de IMSA Continental Challenge over naar Multimatic Motorsports, waar hij de seizoensfinale op Road Atlanta won. Tevens reed hij voor Scuderia Corsa in de Ferrari 458 in de GTD-klasse van de 24 uur van Daytona als teamgenoot van Ken Wilden, Dave Empringham en Rod Randall. In 2015 won hij samen met Scott Maxwell de IMSA-race op Lime Rock, waardoor hij derde in de eindstand werd. Tevens reed hij voor Turner Motorsport in een BMW Z4 in de Petit Le Mans.

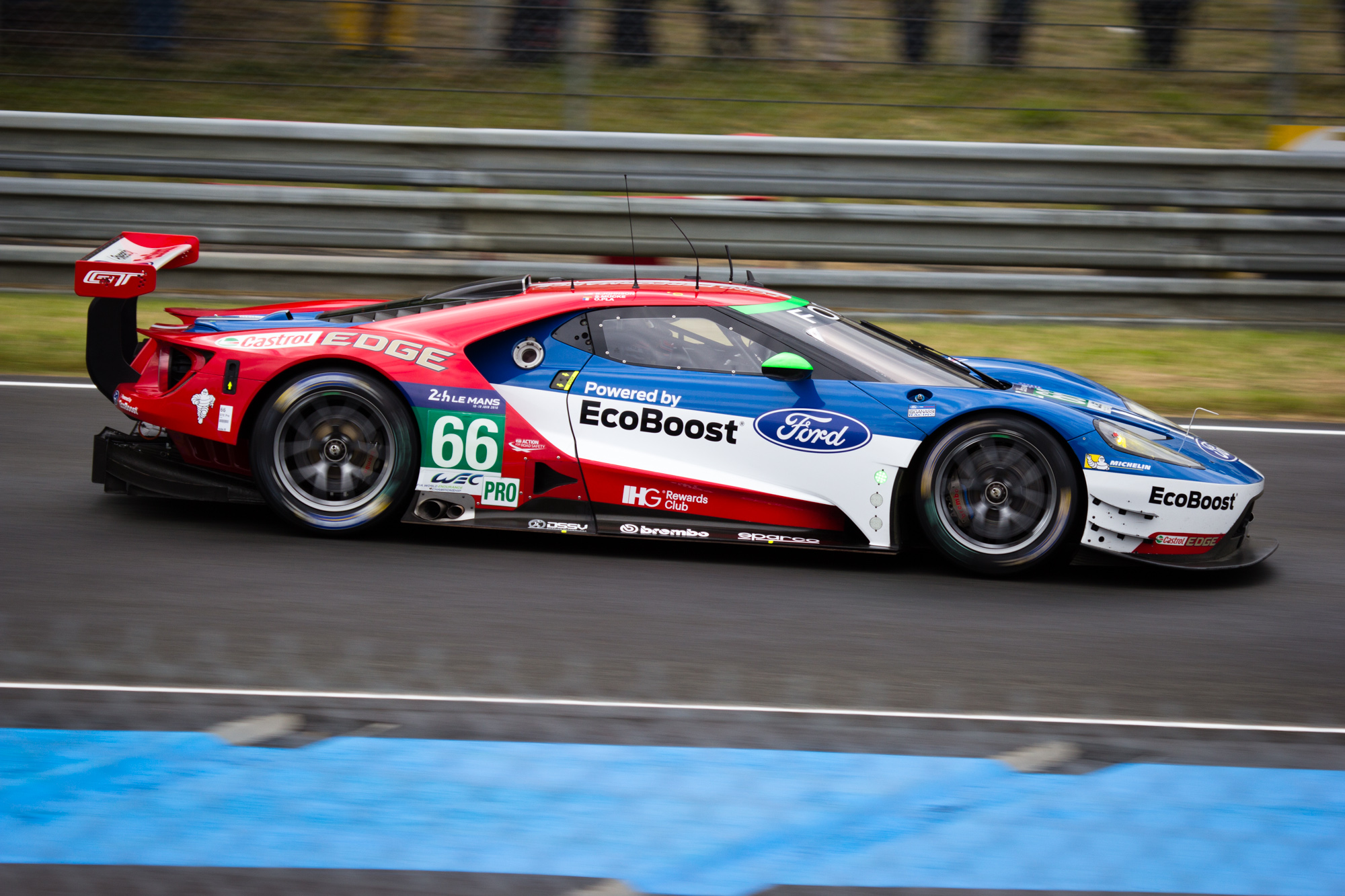
Billy Johnson in de 24 uur van Le Mans in 2016.

In 2016 reed Johnson voor het derde jaar bij Multimatic in de IMSA Continental Challenge, opnieuw samen met Maxwell. Hij won zes races op Daytona, het Canadian Tire Motorsport Park, Lime Rock, Road America, het Circuit of the Americas en Road Atlanta. Hij werd gekroond tot kampioen in de klasse. Tevens reed hij dat jaar in de eerste drie races van de GT-klasse van het FIA World Endurance Championship (WEC) bij het Ford Chip Ganassi Team UK als teamgenoot van Olivier Pla en Stefan Mücke. Zijn beste resultaat was een vierde plaats in de 24 uur van Le Mans.
In 2017 reed Johnson opnieuw in de eerste drie races van het WEC bij Ganassi als teamgenoot van Pla en Mücke, waarin hij in de 6 uur van Spa-Francorchamps een podiumplaats behaalde. Voor hetzelfde team reed hij in de 24 uur van Daytona en de 12 uur van Sebring in het IMSA SportsCar Championship. Verder maakte hij dat jaar zijn debuut in de NASCAR Cup Series voor Richard Petty Motorsports in de race op de Sonoma Raceway, waarin hij op plaats 22 eindigde.
In het seizoen 2018-2019 nam Johnson deel aan vier races van het WEC bij Ganassi. Samen met Pla en Mücke won hij de seizoensopener, de 6 uur van Spa-Francorchamps, en eindigde hij in de 24 uur van Le Mans op het podium.
Sinds 2019 neemt Johnson nog sporadisch deel aan races. Hij kwam uit in onder meer de GT World Challenge America, het Britse GT-kampioenschap en de IMSA Michelin Pilot Challenge. In 2021 reed hij voor Alegra Motorsports in de GTD-klasse van de 24 uur van Daytona, de 12 uur van Sebring en de IMSA-race op Watkins Glen. In 2022 reed hij in een volledig seizoen van zowel de Pro-klasse van de Noord-Amerikaanse Lamborghini Super Trofeo als de GT4-klasse van de IMSA Michelin Pilot Challenge. In de Super Trofeo behaalde hij hier een podiumplaats. In 2023 won hij in de Pilot Challenge een race op Mosport.